# Maplehurst (Wisconsin)
Maplehurst es un pueblo ubicado en el condado de Taylor en el estado estadounidense de Wisconsin. En el Censo de 2010 tenía una población de 335 habitantes y una densidad poblacional de 3,6 personas por km².

## Geografía
Maplehurst se encuentra ubicado en las coordenadas 45°5′1″N 90°37′4″O / 45.08361, -90.61778. Según la Oficina del Censo de los Estados Unidos, Maplehurst tiene una superficie total de 93.04 km², de la cual 92.99 km² corresponden a tierra firme y (0.05%) 0.05 km² es agua.

## Demografía
Según el censo de 2010, había 335 personas residiendo en Maplehurst. La densidad de población era de 3,6 hab./km². De los 335 habitantes, Maplehurst estaba compuesto por el 94.93% blancos, el 3.28% eran afroamericanos, el 0.6% eran amerindios, el 0% eran asiáticos, el 0% eran isleños del Pacífico, el 1.19% eran de otras razas y el 0% pertenecían a dos o más razas. Del total de la población el 1.19% eran hispanos o latinos de cualquier raza.